# Bảng tốc độ phát nổ của chất nổ
Đây là một thống kê tập hợp các vận tốc phát nổ đã được công bố của các hợp chất nổ có độ mạnh khác nhau. Vận tốc phát nổ là tốc độ mà theo đó, sóng xung kích khi nổ truyền qua chất nổ. Đây là một chỉ số quan trọng, có thể đo lường trực tiếp về hiệu suất nổ, tuy nhiên, nó lại phụ thuộc vào mật độ. Một chỉ số phải luôn được định ra một cách cụ thể, và có thể là quá thấp nếu như đường kính khối nổ thử nghiệm không đủ lớn. Đặc biệt là đối với các loại chất nổ ít được nghiên cứu, chúng có thể có các giá trị được công bố khác nhau do các vấn đề về đường kính khối nổ. Trong số các loại chất nổ dạng lỏng, ví dụ như nitroglycerin, có thể có tới hai thông số vận tốc phát nổ, vận tốc này cao hơn vận tốc kia rất nhiều. Các giá trị tốc độ nổ được trình bày ở đây thường để dành cho mật độ thực tế thông thường cao nhất, giúp phát huy tối đa hóa tốc độ nổ có thể đạt được.
Vận tốc nổ là một chỉ số quan trọng, cho ta biết tổng năng lượng và sức mạnh của vụ nổ, đặc biệt là hiệu ứng nổ brisance hoặc hiệu ứng vỡ vụn của chất nổ do áp suất nổ gây nên. Áp suất có thể được tính toán bằng cách sử dụng lý thuyết Chapman-Jouguet từ vận tốc và mật độ.
Ký ngữ viết gọn:
- Thơm: Hợp chất thơm
- Không vòng: Hợp chất không vòng
- Vô cơ: Hợp chất vô cơ

| Phân lớp chất nổ | Tên chất nổ                                 | Tên viết tắt                                            | Tốc độ phát nổ (m/s) | Mật độ thí nghiệm (g/cm3) |
| ---------------- | ------------------------------------------- | ------------------------------------------------------- | -------------------- | ------------------------- |
| Thơm             | 1,3,5-trinitrobenzen                        | TNB                                                     | 7,450                | 1.60                      |
| Thơm             | 1,3,5-Triazido-2,4,6-trinitrobenzen         | TATNB                                                   | 7,300                | 1.71                      |
| Thơm             | 4,4'-Dinitro-3,3'-diazenofuroxan            | DDF                                                     | 10,000               | 2.02                      |
| Thơm             | Trinitrotoluen                              | TNT                                                     | 6,900                | 1.60                      |
| Thơm             | Diazodinitrophenol                          | DDNP                                                    | 7,100                | 1.63                      |
| Thơm             | Trinitroanilin                              | TNA                                                     | 7,300                | 1.72                      |
| Thơm             | Tetryl                                      |                                                         | 7,570                | 1.71                      |
| Thơm             | Acid picric                                 | TNP                                                     | 7,350                | 1.70                      |
| Thơm             | Amoni picrat (Dunnite)                      |                                                         | 7,150                | 1.60                      |
| Thơm             | Methyl picrat                               |                                                         | 6,800                | 1.57                      |
| Thơm             | Ethyl picrat                                |                                                         | 6,500                | 1.55                      |
| Thơm             | Picryl chlorid                              |                                                         | 7,200                | 1.74                      |
| Thơm             | Trinitrocresol                              |                                                         | 6,850                | 1.62                      |
| Thơm             | Chì styphnat                                |                                                         | 5,200                | 2.90                      |
| Thơm             | Triaminotrinitrobenzen                      | TATB                                                    | 7,350                | 1.80                      |
| Không vòng       | 1,1-diamino-2,2-dinitroethen                | DADNE, FOX-7                                            | 8,335                | 1.76                      |
| Vô cơ            | Amoni perchlorat                            | AP                                                      | 6,300                | 1.95                      |
| Không vòng       | Methyl nitrat                               | MN                                                      | 6,818                | 1.22                      |
| Không vòng       | Nitroglycol/ethylene glycol dinitrat        | EGDN                                                    | 7,500                | 1.49                      |
| Không vòng       | Nitroglycerin                               | NG                                                      | 7,700                | 1.59                      |
| Không vòng       | Mannitol hexanitrat                         | MHN                                                     | 8,260                | 1.73                      |
| Không vòng       | Pentaerythritol tetranitrat                 | PETN                                                    | 8,400                | 1.76                      |
| Không vòng       | Erythritol tetranitrat                      | ETN                                                     | 8,200                | 1.72                      |
| Không vòng       | Xylitol pentanitrat                         | XPN                                                     | 7,100                | 1.852                     |
| Không vòng       | Ethylenedinitramin                          | EDNA                                                    | 7,570                | 1.65                      |
| Không vòng       | Nitroguanidin                               | NQ                                                      | 8,200                | 1.70                      |
| Không vòng       | Cyclotrimethylenetrinitramin                | RDX                                                     | 8,550                | 1.762                     |
| Không vòng       | Cyclotetramethylene tetranitramin           | HMX                                                     | 9,100                | 1.89                      |
| Không vòng       | Hexanitrodiphenylamin                       | HND                                                     | 7,100                | 1.64                      |
| Không vòng       | Hexanitrohexaazaisowurtzitan                | HNIW or CL-20                                           | 9,500                | 2.04                      |
| Không vòng       | Dinitroglycoluril                           | DINGU                                                   | 8,450                | 1.94                      |
| Không vòng       | Tetranitroglycoluril                        | TNGU, Sorguyl, Sorguryl                                 | 9,150                | 1.95                      |
| Không vòng       | Hexanitrohexaazatricyclododecanedion        | HHTDD, DTNGU, Naza/Namsorguyl/uryl HnHaza/amTcDglcDuryl | 9,700                | 2.16                      |
| Không vòng       | 5-Nitro-2,4-dihydro-3H-1,2,4-triazole-3-one | NTO                                                     | 8,564                | 1.93                      |
| Không vòng       | Octanitrocuban                              | ONC                                                     | 10,100               | 2.00                      |
| Không vòng       | Nitrocellulose                              | NC                                                      | 7,300                | 1.20                      |
| Không vòng       | Urea nitrat                                 | UN                                                      | 4,700                | 1.67                      |
| Không vòng       | Triaceton triperoxide                       | AP or TATP                                              | 5,300                | 1.18                      |
| Không vòng       | Methyl ethyl ketone peroxide                | MEKP                                                    | 5,200                | 1.17                      |
| Không vòng       | Hexamethylene triperoxide diamin            | HMTD                                                    | 4,500                | 0.88                      |
| Vô cơ            | Thuỷ ngân fulminat                          |                                                         | 4,250                | 3.00                      |
| Vô cơ            | Hỗn hợp Kali perchlorat và Nhôm             | KClO4                                                   | 4,600                | 1.5                       |
| Vô cơ            | Chì azide                                   |                                                         | 4,630                | 3.00                      |
| Vô cơ            | Nickel hydrazine nitrat                     | NHN                                                     | 7,000                | 1.70                      |
| Vô cơ            | Bạc azide                                   |                                                         | 4,000                | 4.00                      |
| Không vòng       | Amoni nitrat/dầu nhiên liệu                 | AN/FO                                                   | 3,200                | 1.30                      |
| Vô cơ            | Amoni nitrat                                | AN                                                      | 2,700                | 1.73                      |
| Phân lớp chất nổ | Tên chất nổ                                 | Tên viết tắt                                            | Tốc độ phát nổ (m/s) | Mật độ thí nghiệm (g/cm3) |